# 877 Walkure
877 Walkure је астероид главног астероидног појаса. Приближан пречник астероида је 38,41 , 
а средња удаљеност астероида од Сунца износи 2,486 астрономских јединица (АЈ). 
Инклинација (нагиб) орбите у односу на раван еклиптике је 4,256 степени, а орбитални период износи 1432,408 дана (3,921 године). Ексцентрицитет орбите астероида износи 0,159. 
Апсолутна магнитуда астероида износи 10,71 а геометријски албедо 0,062.
Астероид је откривен 13. септембра 1915. године.